# Novostavți, Hoșcea
Novostavți (în ucraineană Новоставці) este un sat în comuna Buhrîn din raionul Hoșcea, regiunea Rivne, Ucraina.

## Demografie
Componența lingvistică a localității Novostavți
     Ucraineană (99,79%)
     Alte limbi (0,21%)
Conform recensământului din 2001, majoritatea populației localității Novostavți era vorbitoare de ucraineană (99,79%), existând în minoritate și vorbitori de alte limbi.